# センルイトオル
センルイ トオル（1970年12月6日 - ）は日本の俳優、声優である。旧表記泉類 亨（せんるい とおる）。神奈川県出身。 
元劇団ショーマに所属。

## 出演作品

### テレビアニメ
- 赤ずきんチャチャ（1994年 - 1995年、セラヴィー）
- 侍魂（従者）
- ドラゴンリーグ（グレートドラゴン）

### OVA
- 赤ずきんチャチャvol.1（セラヴィー）
- 赤ずきんチャチャvol.3（セラヴィー）

### CD
- 赤ずきんチャチャ聖まじかるレビューVol.1
- 赤ずきんチャチャ聖まじかるレビューVol.2
- 赤ずきんチャチャ聖まじかるレビューVol.3（セラヴィー）

### 吹き替え
- キラーウルフ 白髪魔女伝 ※テレビ版
- やめないで、もっと!BEACH PARTY ※テレビ版